# Carl Andersson i Vallby
Carl Andersson (i riksdagen kallad Andersson i Vallby), född 30 mars 1827 i Götlunda församling, Skaraborgs län, död där 4 mars 1898, var en svensk hemmansägare och politiker. Han var ledamot av riksdagens andra kammare.